# Lorenz Jäger
Lorenz Jäger (Halle, 23 settembre 1892 – Paderborn, 1º aprile 1975) è stato un cardinale e arcivescovo cattolico tedesco.

## Biografia
Nacque a Halle an der Saale il 23 settembre 1892.
Fu ordinato sacerdote il 1º aprile 1922.
Il 29 maggio 1941 venne nominato arcivescovo di Paderborn, carica che mantenne fino al 1974. Ricevette la consacrazione episcopale il 19 ottobre 1941 dalle mani del nunzio apostolico Cesare Orsenigo.
Papa Paolo VI lo elevò al rango di cardinale nel concistoro del 22 febbraio 1965 e gli assegnò il titolo di San Leone I.
Morì il 1º aprile 1975 all'età di 82 anni.

## Genealogia episcopale e successione apostolica
La genealogia episcopale è:
- Cardinale Scipione Rebiba
- Cardinale Giulio Antonio Santorio
- Cardinale Girolamo Bernerio, O.P.
- Arcivescovo Galeazzo Sanvitale
- Cardinale Ludovico Ludovisi
- Cardinale Luigi Caetani
- Cardinale Ulderico Carpegna
- Cardinale Paluzzo Paluzzi Altieri degli Albertoni
- Papa Benedetto XIII
- Papa Benedetto XIV
- Papa Clemente XIII
- Cardinale Marcantonio Colonna
- Cardinale Giacinto Sigismondo Gerdil, B.
- Cardinale Giulio Maria della Somaglia
- Cardinale Carlo Odescalchi, S.I.
- Vescovo Eugène de Mazenod, O.M.I.
- Cardinale Joseph Hippolyte Guibert, O.M.I.
- Cardinale François-Marie-Benjamin Richard de la Vergne
- Cardinale Pietro Gasparri
- Arcivescovo Cesare Orsenigo
- Cardinale Lorenz Jäger

La successione apostolica è:
- Vescovo Wilhelm Weskamm (1949)
- Vescovo Friedrich Maria Heinrich Rintelen (1952)
- Cardinale Franz Hengsbach (1953)
- Vescovo Heinrich Maria Janssen (1957)
- Vescovo Wilhelm Tuschen (1958)
- Vescovo Adolf Fürstenberg, M.Afr. (1959)
- Vescovo Paul Heinrich Nordhues (1961)
- Vescovo Francisco Xavier Nierhoff, M.S.F.(1964)
- Cardinale Johannes Joachim Degenhardt (1968)
- Vescovo Pascàsio Rettler, O.F.M. (1968)